# Мендоса (провінція)
Мендо́са (ісп. Mendoza) — провінція Аргентини, розташована на заході країни. Межує з провінціями Сан-Хуан, Сан-Луїс, Ла-Пампа, Ріо-Негро і Неукен. На заході межує з Чилі. Столиця провінції — місто Мендоса.

## Географія
Мендоса умовно поділяється на три природні зони:
- Анди на заході, які поділяють на такі зони:
  - Головна Кордильєра на кордоні з Чилі, де знаходиться найвища точка Америки гора Аконкагуа (6962 м)
  - Кордильєра-Фронталь висотою 5000—6000 м на сході від Головної
  - Прекордильєра з найвищою точкою 3452 м
- посушливі рівнини на сході
- плато, гори і вулкани (близько 800) на півдні, найвища точка 3860 м

Майже уся територія провінції знаходиться на висоті понад 1000 м над рівнем моря.
У низовинах клімат напіварідний континентальний, у горах — гірський. Середня температура січня 24 °C, липня — 6 °C. Середня річна кількість опадів 250 мм. У горах часті снігопади і град. Серед вітрів переважає Сонда.
Найважливіші річки провінції: Десагвадеро, Мендоса, Тунуян, Діаманте й Атуель. На цих річках збудовано велику кількість ГЕС, які дають електроенергію містам Аргентини. Найбільшими озерами Мендоси є Діаманте, Льянканело, Гванакаче, Негра, Орконес.

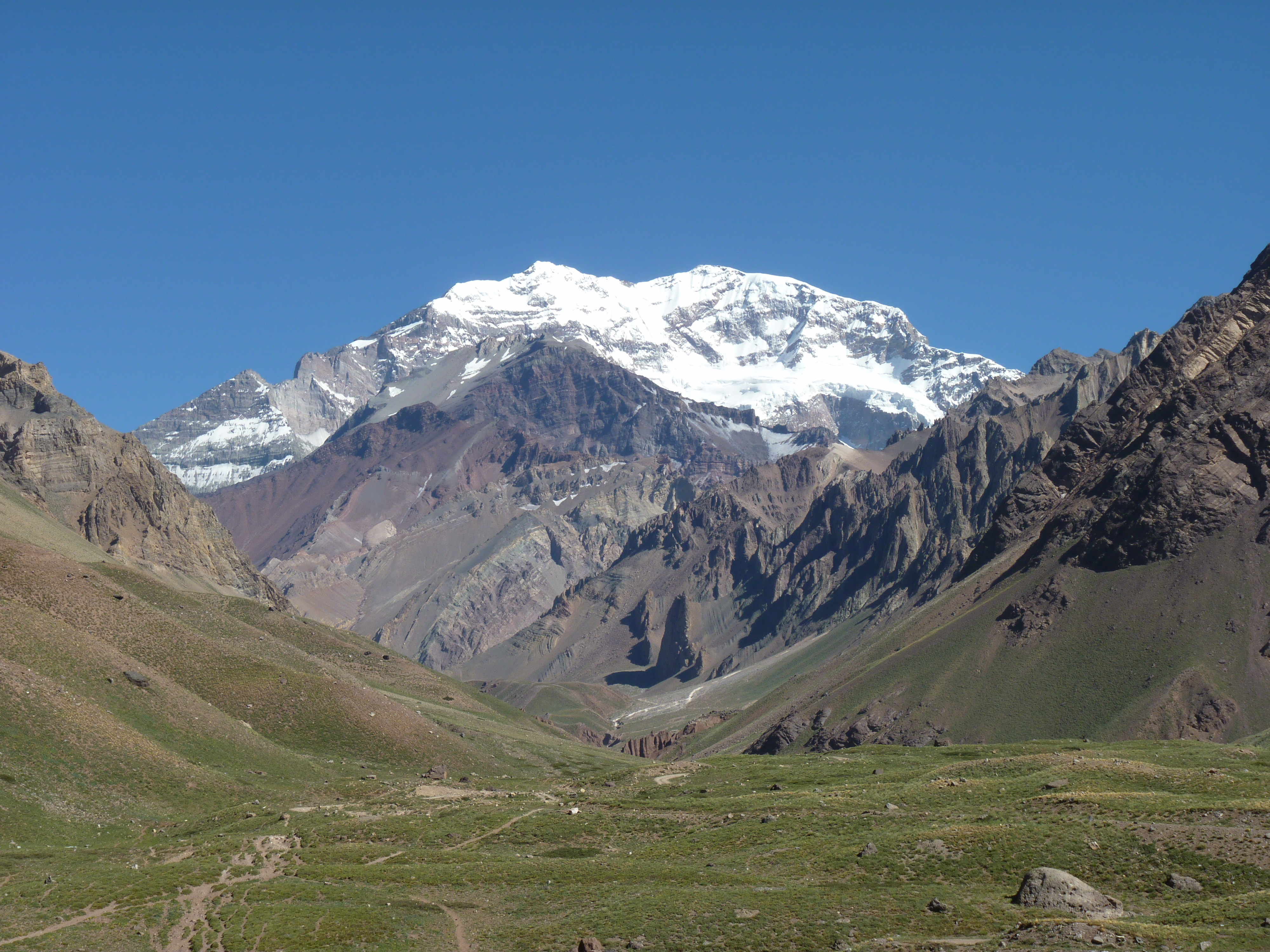
Гора Аконкагуа
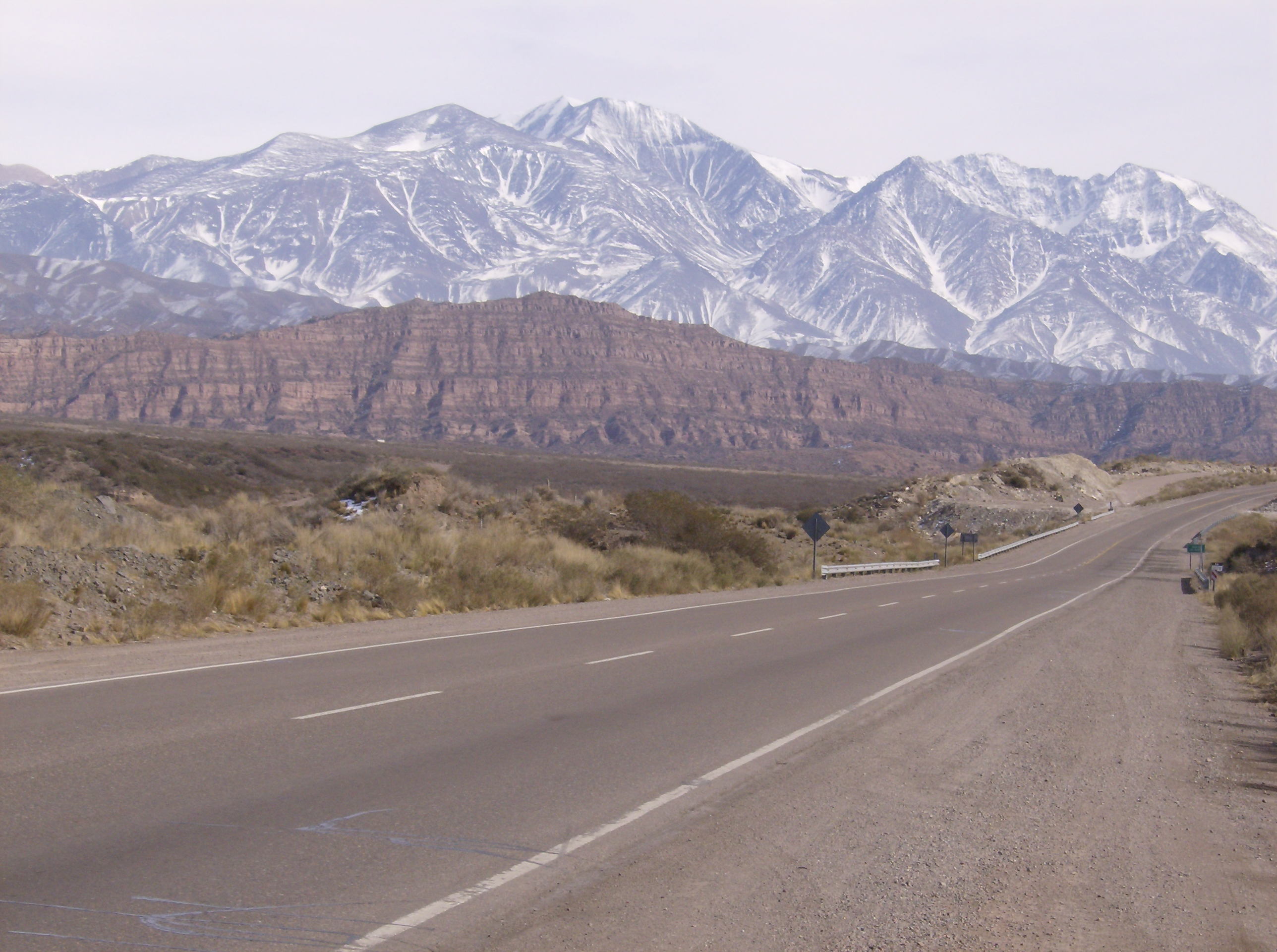
Анди з національної траси №7
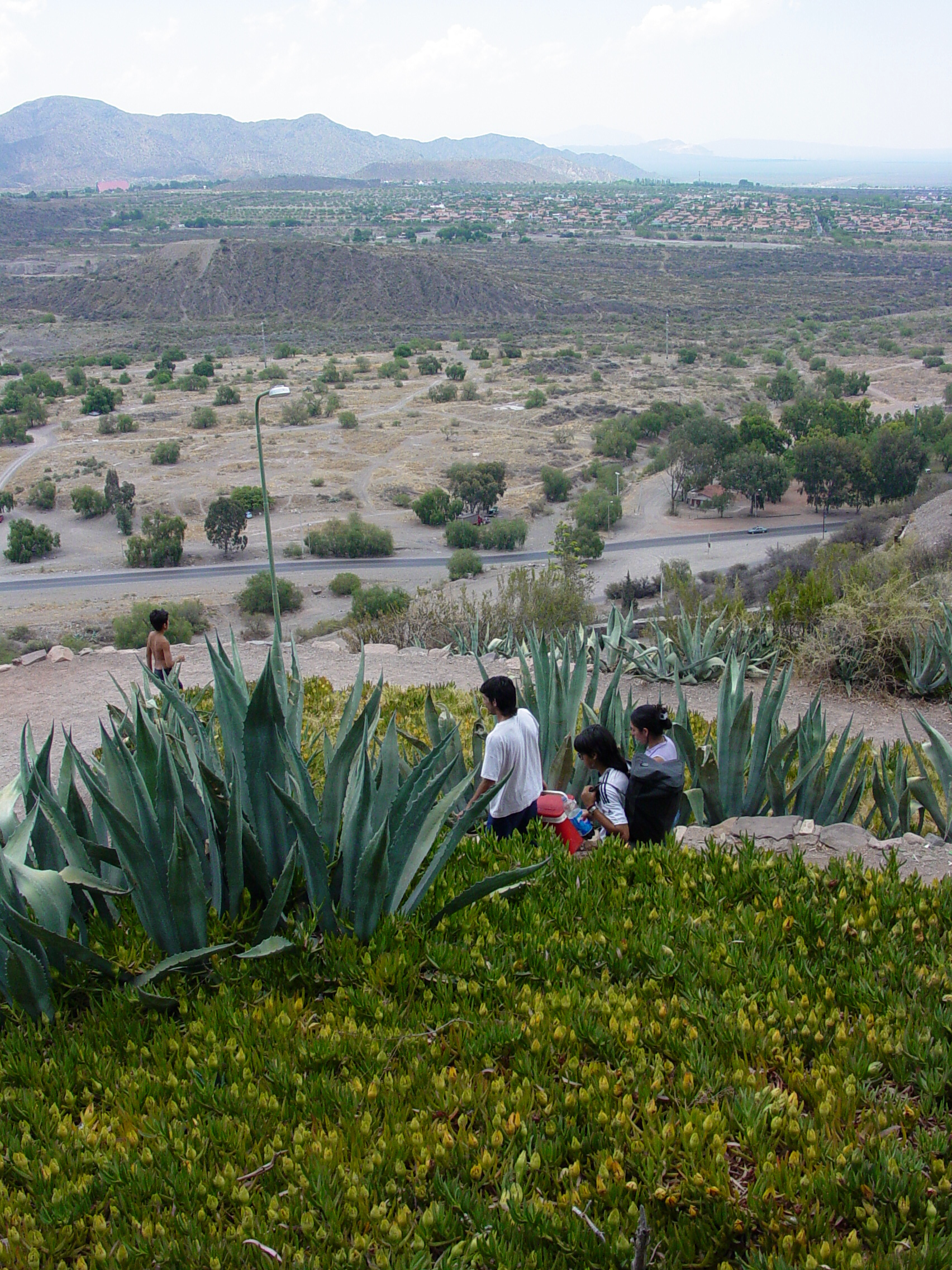
Природа біля міста Мендоса
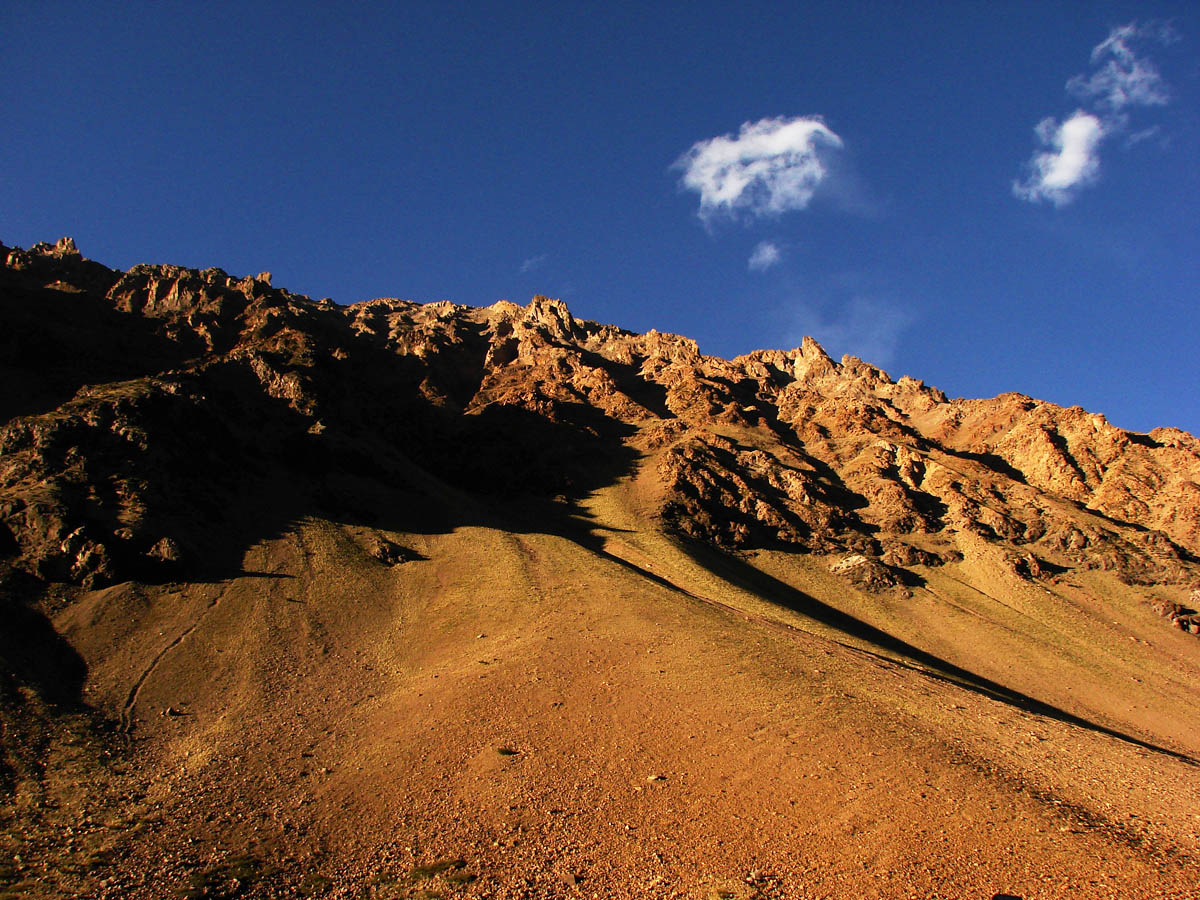
Серро-Маріо-Ардіто

## Історія

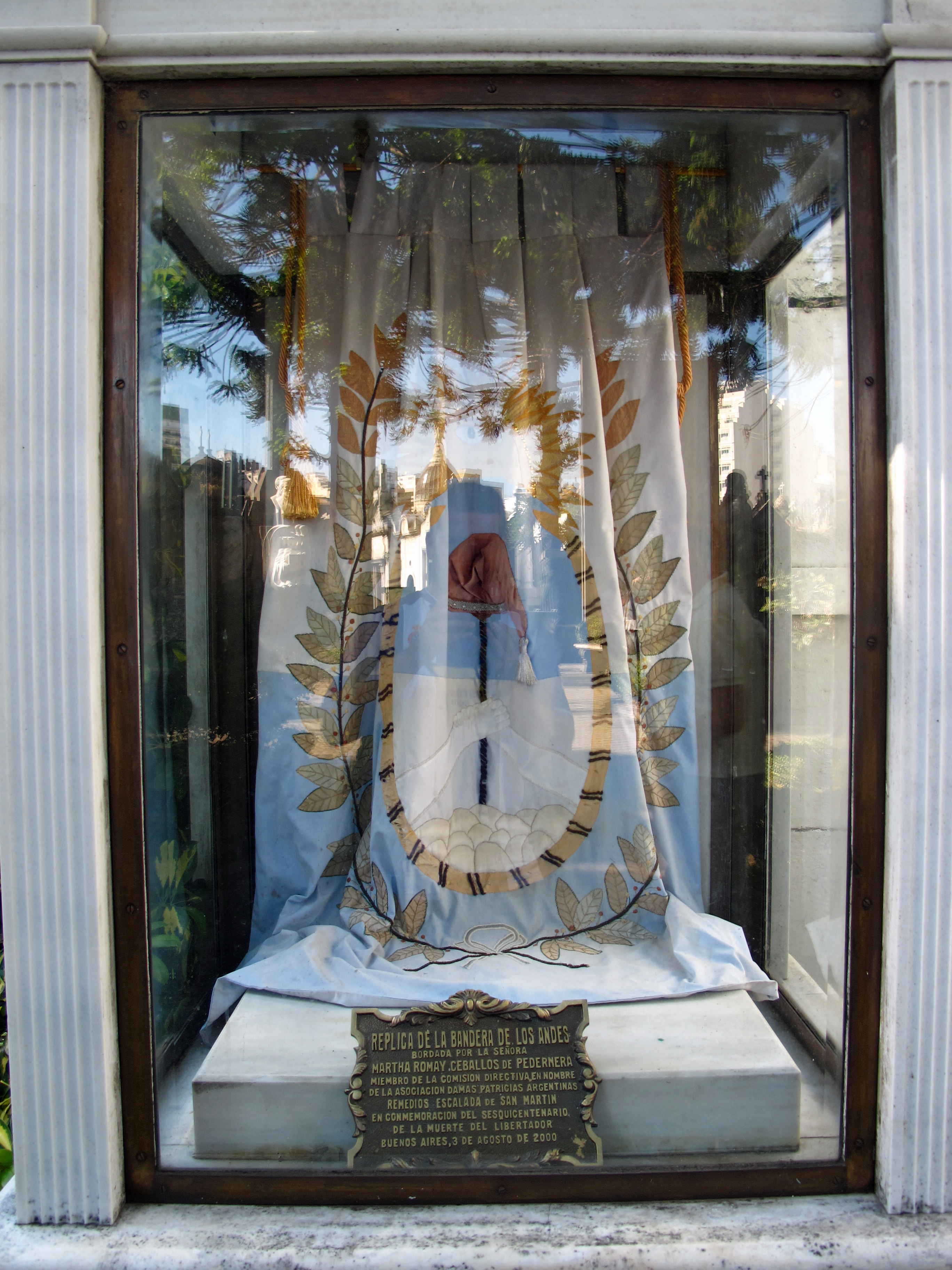
Прапор Війська Анд

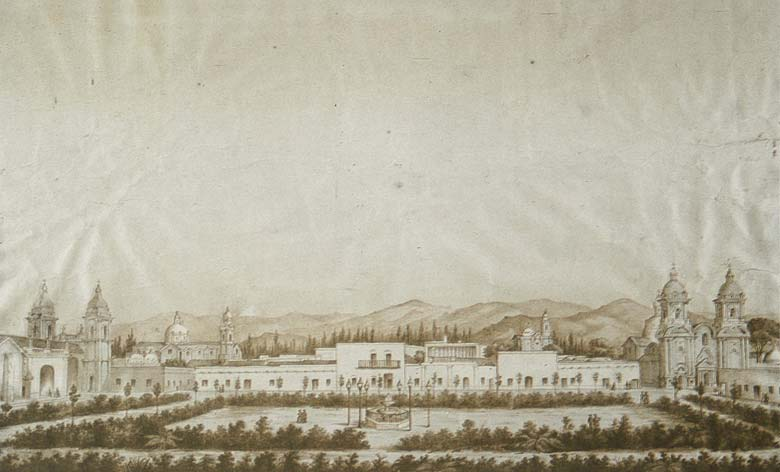
Мендоса у 1860 році

До приходу європейців територія, де зараз знаходиться провінція Мендоса, була заселена індіанцями пуельче, уарпе і мапуче.
Першим іспанцем, який досяг цих земель, був Франсіско де Вільягра 1551 року. Перше місто заснував 2 березня 1561 року капітан Педро дель Кастільйо під назвою Мендоса-дель-Нуево-Вальє-де-Ла-Ріоха. Місто згодом стало столицею Мендоси. Мендоса на той час входила до регіону Куйо у складі генерал-капітанства Чилі, залежного від віцекоролівства Перу.
Зі створенням віцекоролівства Ріо-де-ла-Плата 1776 року регіон Куйо перейшов під його юрисдикцію. Королівським указом від 29 липня 1782 року Куйо (і Мендоса у його складі) був приєднаний до інтендантства Кордова-де-Тукуман.
1810 року влада Мендоси спочатку скептично поставилася до Травневої революції, але 25 червня відправила свого депутата до новоствореного парламенту.
29 листопада 1813 року від Кордови-де-Тукуман було від'єднано інтендантство Куйо, до складу якого увійшла територія сучасних провінцій Мендоса, Сан-Луїс і Сан-Хуан. Першим його губернатором став Флоренсіо Террада.
1814 року губернатором Куйо став Хосе де Сан-Мартін. На цій посаді він організував Військо Анд, яке брало участь у війні за незалежність Чилі і Перу. Для підтримки війська було організовано розвинену інфраструктуру у провінції, створено заводи і збільшено сільськогосподарські угіддя.
1 березня 1820 року Куйо було розділене на провінції Мендоса, Сан-Луїс і Сан-Хуан.
1853 року Мендоса ратифікувала конституцію Аргентини. 14 грудня 1854 року Мендоса першою серед аргентинських провінцій затвердила власну конституцію.
1861 року столиця провінції Мендоса була знищена землетрусом, а згодом відбудована на відстані в кілометр на південний схід. 
Після кампанії завоювання пустелі 1880 року під владу Мендоси перейшли також землі, що зараз лежать на півдні провінції.
1885 року до Мендоси провели залізницю.
1966 року були законодавчо встановлені кордони між провінціями Сан-Хуан і Мендоса.

## Економіка

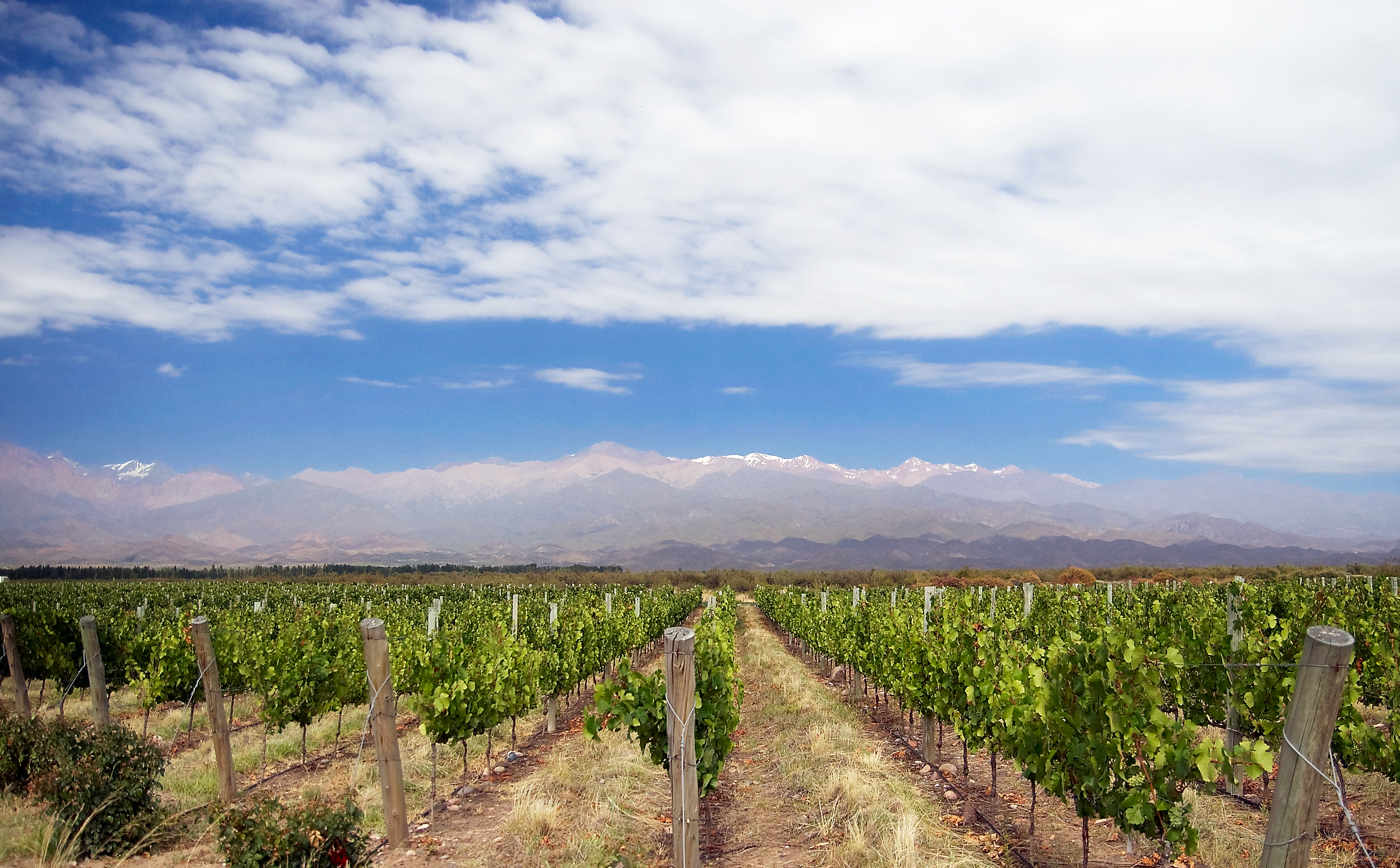
Виноградники Мендоси

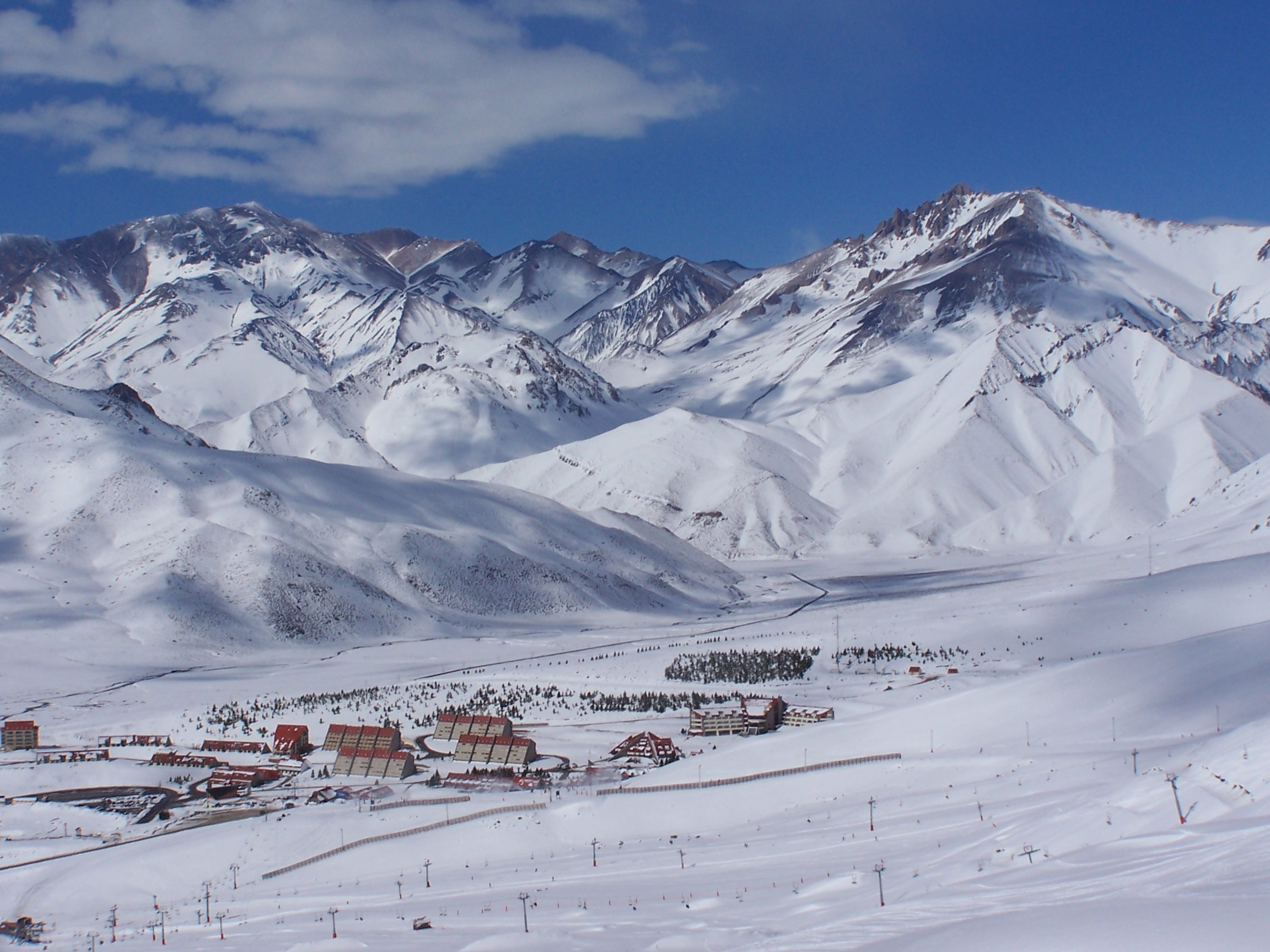
Курорт Лас-Леньяс

Основою економіки провінції є виноробство, яке розвивається у цьому регіоні з 1598 року. Мендоса є одним з найбільших виробників вина в Аргентині і восьмим у світі, на неї припадає 94,13% національного виробництва винограду. 
Крім цього, Мендоса є великим виробником маслин, на неї припадає 52 % національного врожаю цієї культури. Також у провінції вирощують помідори, картоплю і цибулю. Велику площу займають фруктові сади, де вирощують черешні, вишні, абрикоси, сливи, айву, горіхи, персики, яблука і груші.
Основою гірничодобувної промисловості Мендоси є нафтовидобуток. На провінцію припадає 14,1 % національного видобутку нафти. Іншими важливими корисними копалинами провінції є уран, залізо, марганець, тальк, бентоніт, вапняк.
Основними галузями промисловості Мендоси є нафтопереробка, харчова промисловість, металокераміка. 
Провінція Мендоса є одним з туристичних центрів Аргентини. Туристичними принадами провінції є винарні, історичні місця, пов'язані з діяльністю Хосе де Сан-Мартіна, гори.

## Освіта
| Освіта у провінції Мендоса (2009) | Освіта у провінції Мендоса (2009) | Освіта у провінції Мендоса (2009) | Освіта у провінції Мендоса (2009) |
| Рівень                            | Навчальних закладів               | Учнів                             | Працівників                       |
| --------------------------------- | --------------------------------- | --------------------------------- | --------------------------------- |
| Дошкільні                         | 953                               | 61 980                            | 3 511                             |
| - державні                        | 777                               | 46 344                            | 2 544                             |
| - приватні                        | 176                               | 15 636                            | 967                               |
| Початкові                         | 834                               | 190 088                           | 12 716                            |
| - державні                        | 716                               | 158 784                           | 10 701                            |
| - приватні                        | 118                               | 31 304                            | 2 015                             |
| Середні                           | 1 130                             | 155 917                           | 6 665                             |
| - державні                        | 948                               | 124 078                           | 5 591                             |
| - приватні                        | 182                               | 31 839                            | 1 074                             |
| Вищі                              | 73                                | 32 475                            | 661                               |
| - державні                        | 30                                | 20 992                            | 414                               |
| - приватні                        | 43                                | 11 483                            | 247                               |

## Адміністративно-територіальний поділ
Провінція Мендоса поділяється на 18 департаментів, межі яких також збігаються з муніципалітетами. Кожен департамент поділяється на райони, окрім столичного, який складається з секцій.
| Хенераль-Альвеар | Хенераль-Альвеар | 1914 | 46.156  | 14.448 | 4  |  |
| Годой-Крус       | Годой-Крус       | 1855 | 189.578 | 75     | 5  |  |
| Гваймальєн       | Вілья-Нуева      | 1858 | 280.880 | 164    | 20 |  |
| Хунін            | Хунін            | 1859 | 37.807  | 263    | 10 |  |
| Ла-Пас           | Ла-Пас           | 1850 | 9.867   | 7.105  | 6  |  |
| Лас-Ерас         | Лас-Ерас         | 1871 | 203.507 | 8.955  | 15 |  |
| Лавальє          | Вілья-Тулумая    | 1853 | 35.895  | 10.212 | 20 |  |
| Лухан-де-Куйо    | Лухан-де-Куйо    | 1855 | 124.418 | 4.847  | 14 |  |
| Майпу            | Майпу            | 1858 | 172.861 | 617    | 12 |  |
| Маларгуе         | Маларгуе         | 1950 | 28.887  | 41.317 | 5  |  |
| Столичний        | Мендоса          | 1561 | 114.822 | 57     | 12 |  |
| Рівадавія        | Рівадавія        | 1884 | 56.269  | 2.141  | 13 |  |
| Сан-Карлос       | Вілья-Сан-Карлос | 1772 | 32.683  | 11.578 | 6  |  |
| Сан-Мартін       | Сан-Мартін       | 1816 | 118.561 | 1.504  | 15 |  |
| Сан-Рафаель      | Сан-Рафаель      | 1805 | 191.323 | 31.235 | 18 |  |
| Санта-Роса       | Санта-Роса       | 1884 | 16.099  | 8.510  | 5  |  |
| Тунуян           | Тунуян           | 1880 | 49.132  | 3.317  | 12 |  |
| Тупунгато        | Тупунгато        | 1858 | 32.865  | 2.485  | 13 |  |